# (8369) Miyata
Pour les articles homonymes, voir Miyata.
(8369) Miyata est un astéroïde de la ceinture principale.

## Description
(8369) Miyata est un astéroïde de la ceinture principale. Il fut découvert le 8 avril 1991 à l'observatoire Palomar par Eleanor Francis Helin. Il présente une orbite caractérisée par un demi-grand axe de 2,56 UA, une excentricité de 0,12 et une inclinaison de 15,6° par rapport à l'écliptique.

## Compléments